# Fort Gay
Fort Gay – miasto w Stanach Zjednoczonych, w stanie Wirginia Zachodnia, w hrabstwie Wayne.